# 유영호 (조각가)
유영호(1965년 ~ )는 대한민국의 조각가이다. 서울대학교 미술대학 조소과를 졸업했다.

## 선정 작품
- 그리팅맨[1][2]

## 같이 보기
- 그리팅맨